# Ratanpur
Ratanpur ist eine Stadt im indischen Bundesstaat Chhattisgarh.

## Bevölkerung
Beim Zensus 2011 betrug die Einwohnerzahl 24.636 Einwohnern. Davon waren 94 % Hindus und knapp 5,5 % Muslime. Die Alphabetisierungsrate lag bei 76,76 %. Die Geschlechterverteilung betrug 950.

## Lage
Ratanpur liegt im Distrikt Bilaspur, 23,5 km nördlich der Distrikthauptstadt Bilaspur. Beide Städte sind über die nationale Fernstraße NH 111 miteinander verbunden. Die Khutaghat-Talsperre liegt nordöstlich der Stadt.

## Geschichte
Ratanpur war bis zum Jahre 1818 Hauptstadt des früheren Königreiches Chhattisgarh. Im Mittelalter gab es mehrere Edelsteinschleifereien, die die hier gefundenen Steine (hauptsächlich aus den Chalcedon- und Jaspisminen) und angelieferten Perlen bearbeiteten. Nun lebt die Stadt hauptsächlich vom Anbau landwirtschaftlicher Erzeugnisse, wie zum Beispiel dem Anbau von Mangos. 

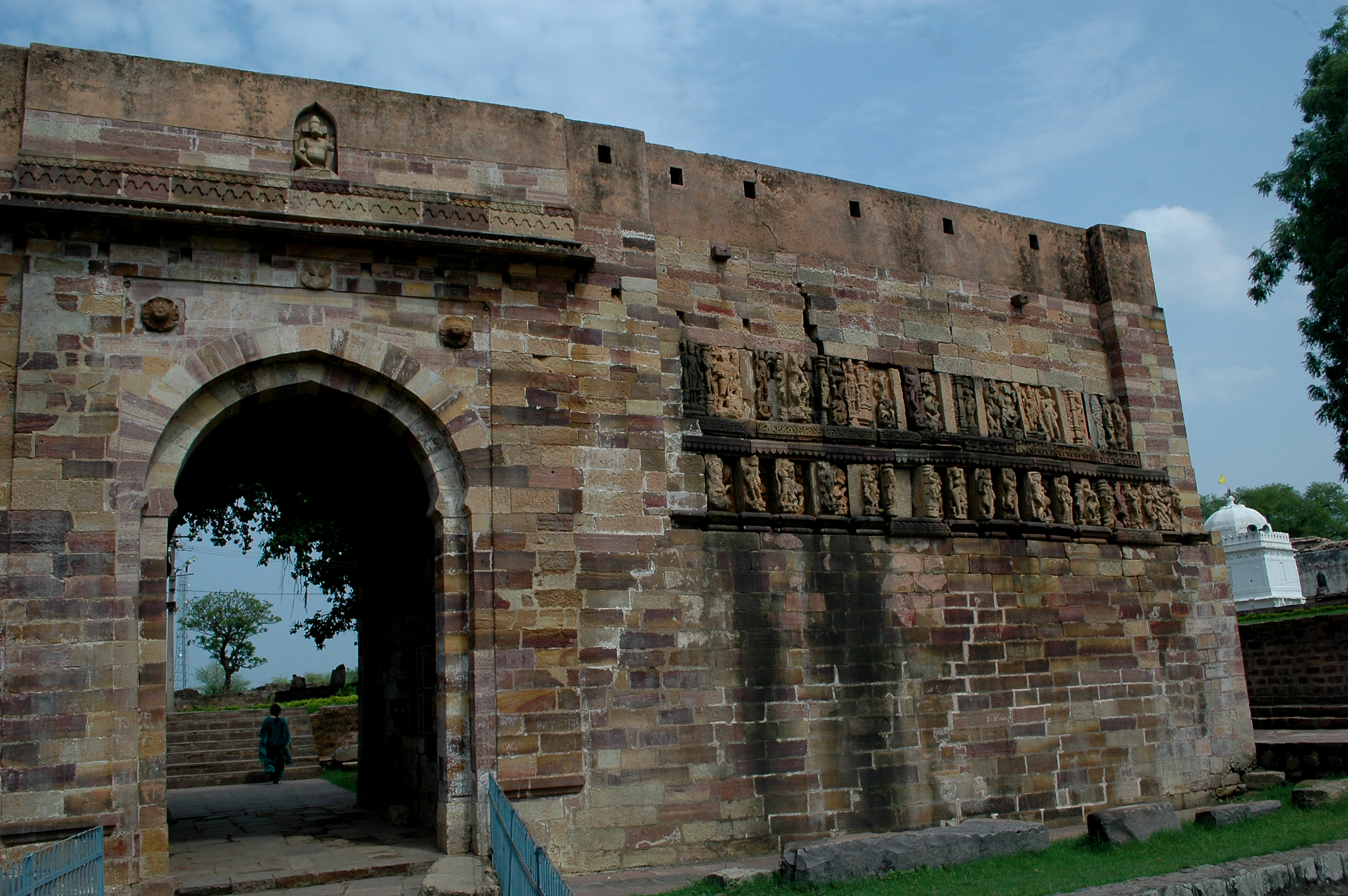
Fort Ratanpur (Befestigung)

## Sehenswertes
Die Hauptattraktion der Stadt ist ein alter Königspalast. Weitere Sehenswürdigkeiten sind ein Fort, sowie mehrere Hindutempel, darunter der Mahamaya-Tempel, der Bhudha Mahadev und der Ramtekritempel.